# 黄沙湾街道
黄沙湾街道，中华人民共和国湖南省衡阳市石鼓区下属的一个街道，位于蒸水河下游。

## 建制沿革
- 2001年，由原郊区划归石鼓区管辖。
- 2015年11月18日，松木乡、黄沙湾街道成建制合并设立黄沙湾街道。[1]

## 行政区划
黄沙湾街道下辖4个社区、2个行政村：
- 望城坳社区、沈家湾社区、黄沙湾社区、辖神渡社区
- 团结村、进步村

黄沙湾街道现辖：
望城坳社区、沈家湾社区、黄沙湾社区、辖神渡社区、团结村和进步村。